# Mausschläfer
Der Mausschläfer (Myomimus roachi) ist ein kleines Nagetier aus der Familie der Bilche.

## Äußere Merkmale
Der Mausschläfer ist ein untersetzter Bilch, dessen Schwanz mit im Mittel 78 % der Körperlänge recht kurz ist. Die Kopf-Rumpf-Länge beträgt 70 bis 130 Millimeter. Der Schwanz ist 60 bis 100 Millimeter lang, die Hinterfüße 20 Millimeter und die Ohren 13 bis 18 Millimeter. Die Condylobasallänge beträgt 24 bis 28 Millimeter. Die Tiere wiegen 21 bis 70 Gramm. Die Oberseite ist braungrau mit einem dunklen Mittelstreifen, auf der Unterseite dagegen ist das Fell hellgrau bis beige. Die Ohren sind grau. Eine Gesichtsmaske ist nicht vorhanden. An den Vorderfüßen befinden sich 5 und an den Hinterfüßen 6 Ballen. Die Tiere weisen 14 Zitzen und damit erheblich mehr als andere Bilche auf.

## Verbreitung

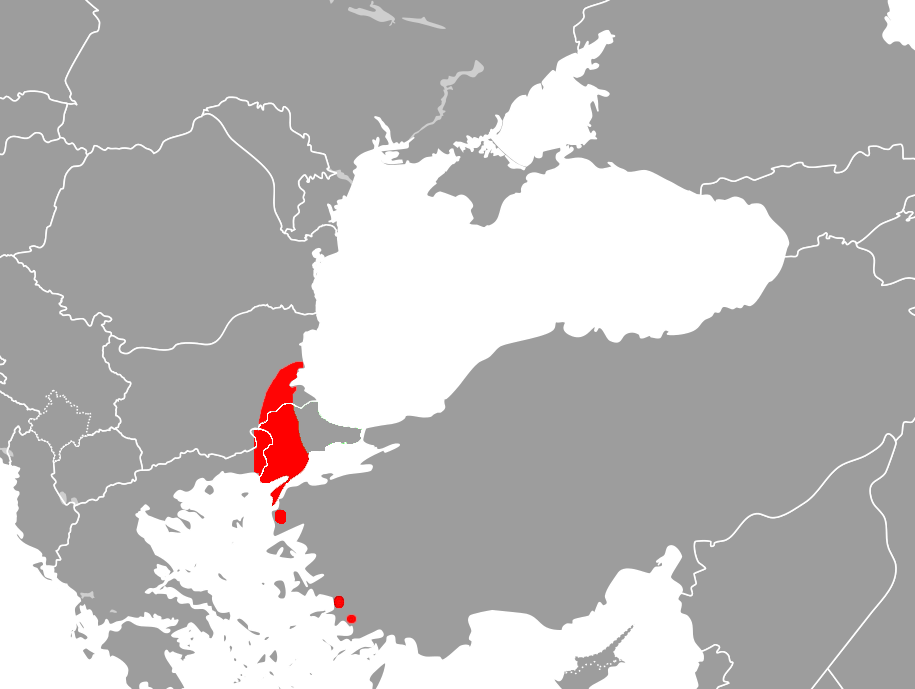
Verbreitungsgebiet des Mausschläfers

Die Art kommt in Bulgarien, der Türkei und möglicherweise auch in Griechenland vor. Das geschlossene Areal reicht vom südöstlichen Bulgarien von der Schwarzmeerküste nördlich von Burgas erst nach Südwesten und dann breiter werdend Richtung Süden nach Thrakien bis zur Küste von Mittelmeer und Marmarameer. Im Westen Anatoliens ist die Art lediglich in drei isolierten Gebieten nachgewiesen, die genauen Grenzen der Verbreitung sind hier noch unbekannt. Subfossile Überreste der Art wurden im Süden der Türkei und in Israel gefunden, was auf ein ehemals viel größeres Verbreitungsgebiet hinweist.
Die Art besiedelt Buschland, Flussufer und halboffene Landschaften mit Gebüsch und Bäumen, beispielsweise Obstgärten, Weinberge und Hecken in landwirtschaftlich genutzten Gebieten. In Flächen mit intensiver Landwirtschaft fehlt die Art.

## Lebensweise
Der Mausschläfer lebt mehr auf dem Boden als andere Bilche. Seine Nahrung besteht vor allem aus Samen. Von Oktober bis April hält er unterirdisch Winterschlaf. Das hierfür notwendige Fett speichert der Mausschläfer hauptsächlich unter der Haut.

## Systematik
Myomimus roachi wurde 1937 auf Grundlage von Fossilien von Dorothea Bate erstbeschrieben.

## Gefährdung und Schutz
Die Art wird in der Roten Liste der IUCN als gefährdet („vulnerable“) gelistet. Im europäischen Teil der Türkei wurde der größte Teil ihres Lebensraumes in Ackerland umgewandelt. Auch in Bulgarien sind im Verbreitungsgebiet der Art nur wenige natürliche Lebensräume übrig. Insgesamt geht das Verbreitungsgebiet zurück. Es ist aber kaum möglich zu sagen, was genau mit dem Verbreitungsgebiet vor sich geht, da über die genauen Lebensraumansprüche des Mausschläfers nichts bekannt ist. Das Verbreitungsgebiet verkleinert sich außerdem bereits seit dem Pleistozän immer mehr.
Der Mausschläfer  wird von der Europäischen Union in den Anhängen II und IV der FFH-Richtlinie geführt und gilt damit als streng zu schützende Art von gemeinschaftlichem Interesse, für deren Erhaltung von den Mitgliedsstaaten besondere Schutzgebiete ausgewiesen werden müssen.

## Belege
- Stéphane Aulagnier, Patrick Haffner, Anthony J. Mitchell-Jones, François Moutou, Jan Zima: Die Säugetiere Europas, Nordafrikas und Vorderasiens. Der Bestimmungsführer. Haupt, Bern u. a. 2009, ISBN 978-3-258-07506-8.
- Myomimus roachi in der Roten Liste gefährdeter Arten der IUCN 2015.4. Eingestellt von: Kryštufek, B., 2008. Abgerufen am 20. April 2016.